# Вельке-Капушани – Страхотина
Вельке-Капушани – Страхотина (Інтерконнектор Польща-Словаччина) — газопровід-перемичка, який з’єднує газотранспортні системи Польщі та Словаччини.
Оператори: Gaz-System та Eustream.
Газопровід споруджено в межах політики Європейського Союзу на усебічну інтеграцію газових ринків країн-учасників. Він має довжину 165 км, з яких 61 км припадатиме на польську ділянку. Для трубопроводу обрали діаметр труб 1000 мм та робочий тиск у 8,4 МПа. Його пропускна здатність  4,7 млрд м3 у словацькому та 5,7 млрд м3 у польському напрямках.
Введення в експлуатацію Інтерконнектора Польща-Словаччина означає завершення масштабного проєкту в Польщі під назвою «Газовий коридор Північ — Південь».
На початку 2020-го оператор польської ГТС Gaz-System замовив виробництво труб, необхідних для спорудження його ділянки газопроводу.
У Польщі інтерконектор сполучений з трубопроводом Щецин – Страхотина, по якому у першій половині 2020-х мають початись поставки природного газу з балтійського напрямку (із Норвегії та імпортованого через термінал для ЗПГ), а також підземним сховищем газу у Страхотині. В Словаччині він виходить на трасу газопроводу «Братство» в районі потужної компресорної станції Вельке-Капушани.
Дата початку комерційної експлуатації інтерконектора – 12 жовтня 2022 року.
Польща отримає інфраструктурний доступ до джерел газу, розташованих у Південній Європі, Північній Африці та на Кавказі. Словаччина отримає доступ до газу з Baltic Pipe (норвезький шельф), LNG-терміналу у Свиноуйсьце та LNG-терміналу у Клайпеді.